# Moralina
Moralina település Spanyolországban,  Zamora tartományban. Moralina Moral de Sayago, Villadepera, Luelmo, Gamones, Torregamones és Villardiegua de la Ribera községekkel határos. Lakosainak száma 219 fő (2024).

## Népesség
A település népessége az utóbbi években az alábbiak szerint változott:
| Lakosok száma | 369  | 346  | 345  | 333  | 342  | 320  | 276  | 248  | 227  | 219  |
|               | 2001 | 2004 | 2007 | 2009 | 2012 | 2014 | 2017 | 2019 | 2022 | 2024 |